# 1916 au Yukon
Chronologie du Yukon
- 1912
- 1913
- 1914
- 1915
- 1916
- 1917
- 1918
- 1919
- 1920

Cette page concerne des événements d'actualité qui se sont produits durant l'année 1916 dans le territoire canadien du Yukon.

## Politique
- Commissaire : George Black (jusqu'au 13 octobre) puis George Norris Williams (en) (intérim)
- Commissaire de l'or : George P. MacKenzie
- Législature : 3e

## Décès
- 21 mai : F.X. Gosselin (en), commissaire de l'or du Yukon (º 1861)
- 11 juillet : Keish (º 1859 ou 1860)
- 24 août : Thomas W. O'Brien (en), entrepreneur et politicien (º 8 mars 1859)